# 導播
導播，顧名思義就是「指導播出」，常見於電視的戲劇節目、綜藝節目、Live現場節目，及新聞報導、各類舞台劇與演唱會。在電視節目當中，導播是一個令人尊敬的職業，亦是最為關鍵的幕後角色，地位的重要性等同於電影的導演。 
一個電視節目拍攝或轉播前，導播必須要在短時間內掌握錄影前的狀況和分鏡設定，如開錄時的鏡頭位置、入鏡動線，都得事先設計綵排，必須一心多用，與現場攝影師做配合來選取最完美、最適合呈現的畫面來播出。 和導演相比，導播在場面控制上更為即時，只用大略的腳本內容來與演員作即興的演出，並控制播出時的分鏡畫面；每當副控室螢幕上採自於不同角度之欲播出的畫面呈現的效果欠佳，導播必須即時進行補救，並切換到下一個「救援畫面」。

## 詞源
「導播」英文為「Television Director」，在台灣業界又普遍稱作「Program Director」，簡稱「P.D.」，從字面上解釋是指電視台或廣播製作現場節目時，監督執行和指揮工作人員，及指導演員演出的導演。導播的一條條指令需通過副控室桌上的麥克風傳達給錄製現場各個攝影師，待收到指令後攝影師需迅速按照導播的要求調整攝影畫面，一旦調整好，導播馬上把對應攝影師的拍攝畫面切換出來。 觀眾從電視上所看到的畫面，是導播透過調度所有鏡頭的銜接轉換、舞台美術、視覺效果，以及燈光角度、強弱等各方面技術上的掌握和結合產生最極致的畫面。 簡單來說，導播等於是扮演一個「解決問題的專家」的角色。

## 入行門檻
導播要創造性地通過切換畫面來完成精彩的節目錄製，一般要有至少五年以上的閱歷才能勝任一個大型節目的錄製，剛入行的新人約一年後才能導播小型節目。資深導播需要有十多年以上的從業經驗。

## 不同節目的導播

### 戲劇節目
在戲劇節目中，電視導播的角色與電影導演的角色相似，包括指示演員正式開拍的點，並指示攝影師攝影機的放置和移動。

### 綜藝節目
在綜藝節目中，除了控制屆時播出的分鏡頭外，導播還需激化出主持人與來賓互動時可能的化學反應，而主要的創意指示可能會留給節目製作人來執行。

### 直播現場
現場Live導播主要負責監督並呼叫攝影師、燈光師、收音師、現場指導等工作人員，並負責分鏡頭及創造整體節奏和感覺。除了迅速發出指令外，現場導播需維持副控室以及現場其他工作人員之間的溝通順暢，擔任彼此之間默契的橋樑。例如新聞Live播報現場可能有多個卻很少在移動攝影機。在體育賽事直播中現場可能有十幾台攝影機，持續不中斷傳達指令給每個現場攝影師是導播在直播中所負責的重點。直播演唱會或是直播頒獎典禮的難度最高，可看出擔任的導播功力深淺。

### 訪談節目
訪談節目或是紀錄片的導播可在電視節目製作過程中擔任任何工作角色，甚至直接將多個工作角色合而為一。

### 古典音樂演出
古典音樂的音樂會及演出，尤其涉及大型交響樂團時，往往動用眾多樂師，使用的器材、樂器多樣。對於所演出的作品，音樂會導播必定事先花費大量時間準備，而倘若其自身並不具備音樂專業知識，則仰賴讀譜（員）的協助。這項工作一般為音樂專業人士所勝任，常見由樂團助理指揮兼任，他們在學業養成階段已純熟於閱讀樂譜本身，對節目的製作也有一定程度的參與。